# Héctor Castro
Héctor Castro (Montevideo, 29 november 1904 − aldaar, 15 september 1960) was een Uruguayaans voetballer. Hij speelde onder meer bij Nacional en het Uruguayaans voetbalelftal.

## Biografie

### Jeugd
Castro werd geboren in Montevideo op 29 november 1904 als zoon van twee Galicische ouders. Hij begon op jonge leeftijd met voetballen op straat. Op z'n tiende begon hij met werken en op zijn dertiende verloor hij een gedeelte van zijn rechterarm door een ongeluk met een elektrische zaag. Hierdoor kreeg Castro later de bijnaam 'El Divino Manco' (De verminkte god) toegewezen.

### Clubcarrière
Castro zette ondanks het ongeluk zijn droom om profvoetballer te worden door en kwam in 1921 in de jeugdopleiding van Centro Atlético Lito terecht. Op 20-jarige leeftijd ging hij aan de slag bij Nacional. In zijn eerste jaar bij de club werd meteen het landskampioenschap behaald. Zijn goede spel bleef niet onopgemerkt en hij werd voor het eerst geselecteerd voor het nationale elftal. In 1932 vertrok hij naar Estudiantes, maar keerde na een jaar alweer terug bij Nacional. In 1933 en 1934 werd hij opnieuw landskampioen met de club. Hij beëindigde in 1936 zijn spelerscarrière.

### Interlandcarrière
Castro nam met Uruguay onder meer deel aan de Copa América 1926 en de Olympische Zomerspelen 1928, welke allebei gewonnen werden. Hij speelde in een elftal dat vele successen behaalde met spelers als José Leandro Andrade en José Nasazzi.
Het hoogtepunt van zijn interlandcarrière vond echter plaats tijdens het WK 1930. Castro scoorde in de openingswedstrijd tegen Peru op 18 juli 1930 de 1−0 en werd zo de eerste doelpuntenmaker ooit voor Uruguay op een Wereldkampioenschap en tevens eerste doelpuntenmaker in Estadio Centenario.
Uruguay haalde de finale en trof daar het Argentinië van Guillermo Stábile. De Argentijnen gingen de rust in met een 1−2 voorsprong. Door doelpunten van Pedro Cea en Santos Iriarte kwam Uruguay langszij maar Argentinië zette aan en werd gevaarlijk. Castro scoorde 1 minuut voor tijd de beslissende 4−2 waardoor hij met zijn land het allereerste WK wist te winnen.

### Trainerscarrière
Van 1939 tot 1943 was hij hoofdtrainer van Nacional en wist hij alle seizoenen landskampioen te worden. In 1952 keerde hij terug als trainer bij Nacional en werd hij opnieuw landskampioen. In 1959 was hij nog korte periode trainer van het Uruguayaans voetbalelftal.
Castro overleed op 15 september 1960 op 55−jarige leeftijd als gevolg van een hartaanval.

## Erelijst

### Als speler
- WK: 1930
- Olympische Zomerspelen: 1928
- Copa América: 1926, 1935
- Primera División: 1924, 1933, 1934

### Als trainer
- Primera División: 1939, 1940, 1941, 1942, 1943, 1952